# Hatta Shinya
Shinya Hatta (sinh ngày 17 tháng 5 năm 1984) là một cầu thủ bóng đá người Nhật Bản.

## Sự nghiệp câu lạc bộ
Shinya Hatta đã từng chơi cho Mito HollyHock, Kamatamare Sanuki, FC Ryukyu và Blaublitz Akita.